# Raúl Buenfil
Raúl Buenfil (né Raúl Austreberto Buenfil Camargo le 22 mai 1966 à Mexico, Mexique), est un acteur mexicain de cinéma, de théâtre et de télévision.

## Carrière
Il commence sa carrière artistique à l'âge de 13 ans. Il étudie la littérature dramatique et le théâtre à l'Université National Autonome de Mexico UNAM et ensuite se perfectionne CEA. Il tient des petits rôles dans des pièces comme Kumán, Jesucristo Superestrella, José el soñador et Tamara. 
Son premier flm est Relajo matrimonial. Il débute à la télévision dans la telenovela Pobre juventud produite par Carla Estrada. Il interprète des personnages à problèmes et rebelles, comme dans les telenovelas Luz y sombra et Cuando llega el amor et dans le film El chico temido de la vecindad. Grâce à ces rôles, il se fait connaître et il montre la diversité de son jeu dans des telenovelas historiques comme El vuelo del águila où il interprète Ignacio Zaragoza et La antorcha encendida où il joue Mariano Matamoros.

## Filmographie

### Films
- 1988 : Relajo matrimonial
- 1989 : El chico temido de la vecindad
- 1989 : Operación asesinato
- 1989 : The worst boy in town : Pepe
- 1990 : Machos
- 1991 : Amsterdam Boulevard
- 1992 : Pandilleros
- 1994 : El jinete de acero : Teral
- 2011 : The Extra : Ladrón

### Telenovelas
- 1986 : Pobre juventud : Ponchado
- 1987 : Tal como somos : Gabino
- 1988 : Dulce desafío : Pepe Botello
- 1989 : Luz y sombra : Satanás
- 1989-1990 : Cuando llega el amor : Ranas
- 1992 : El abuelo y yo : Padre Damián Rosales
- 1993 : Clarisa : Dr. Javier
- 1994 : El vuelo del águila : Ignacio Zaragoza
- 1996 : La antorcha encendida : Mariano Matamoros
- 1997 : Alguna vez tendremos alas : Gregorio Luque
- 1998-1999 : El privilegio de amar : El Fresco Wacha
- 2000 : Mi destino eres tu : Hector
- 2000-2001 : Abrázame muy fuerte : Dandy
- 2002 : Cómplices al rescate : Jaime Obregón
- 2012-2013 : Porque el amor manda : Lic. Cantú
- 2013 : Corazón indomable : Enrique Cifuentes
- 2014-2015 : Mi corazón es tuyo : Doroteo Martínez
- 2016 : Sueño de amor : Cuahutémoc[1]

### Émissions télévisées
- 1989 : Tres generaciones : Mitchell
- 1994 : Los papás de mis papás
- 2000-2002 : Mujer, casos de la vida real
- 2001 : Diseñador ambos sexos : León (Agente)
- 2013 : La rosa de Guadalupe
- 2013 : Como dice el dicho

### Théâtre
- Alcoba nupcial
- Machos
- Tamara
- Una canción apasionada
- José el soñador
- Jesucristo superestrella
- Kumán